# 罪人たち
『罪人たち』（つみびとたち、Sinners）は、2025年のアメリカ合衆国のホラー映画。監督はライアン・クーグラー、主演はマイケル・B・ジョーダン。
Rotten Tomatoesでは批評家スコア98%、観客スコア97%という高評価を獲得し、Letterboxdでは4.3/5を記録。映画館の出口調査に基づくCinemaScoreではA評価を獲得し、ホラー映画がA評価となるのは同サービス史上（過去35年間で）初めての出来事だった。これにより、「この10年間で最も高く評価された映画」と評された。全米での記録的ヒットを受けて、日本でも2D字幕・IMAX・Dolby Cinemaのフォーマットで「緊急劇場公開」が決定した。

## あらすじ
舞台は1932年のアメリカ南部ミシシッピ州の田舎町クラークスデール……
双子の兄弟スモークとスタックは、シカゴから7年ぶりに町に帰省し、ダンスホール"ジューク・ジョイント"をオープンするが、思いがけない恐怖に直面する。

## キャスト
イライジャ・“スモーク”・ムーア
演 - マイケル・B・ジョーダン
スタックの兄。物語開始前、兄弟でシカゴでアル・カポネのもとにいたという。青いハンチング帽に青いシャツが特徴。やや寡黙で金やビジネスには厳しく、暴力も厭わない。武闘派で身体能力もかなり高く、基本的に白人を敵と見なしており、容赦ない。しかし家族や仲間に対する愛情は本物であり、スタックに対しては"自身の分身"だと考えている。
イライアス・“スタック”・ムーア
演 - マイケル・B・ジョーダン
スモークの弟。赤い中折れ帽と赤いネクタイが特徴。兄と比べて陽気で楽観的だが、周囲の者に好意的に接するため、自然と人を惹きつける魅力を持つ。また、かつてメアリーと交際していたことから、兄ほど白人を嫌ってはいない。
メアリー
演 - ヘイリー・スタインフェルド
スタックの元ガールフレンド。母親が亡くなったばかり。
サミー・“プリーチャー・ボーイ”・ムーア
演 - マイルズ・ケイトン
ムーア兄弟の従兄弟で歌手。愛称のプリーチャー・ボーイの通り、教会の牧師の息子。両親からは音楽を反対されているが、ブルース・ミュージシャンとして卓越した才能を持つ。
スモークからチャーリー・パットンが使用していたというギターを贈られる。
老年期のサミー
演 - バディ・ガイ
レミック
演 -  ジャック・オコンネル
アイルランド出身の謎の男。突然 仲間たちと共にダンスホールに現れる。
アニー
演 - ウンミ・モサク
スモークの妻。かつてスモークとの間に子供がいたが、幼くして他界してしまったことによりスモークとは疎遠となり、本編で7年ぶりに再会するが、今でも愛している。
フードゥー（Hoodoo）のヒーラーであり、占いや呪術や神話に詳しく、スモークにお守りを贈っている。
パーリン
演 - ジェイミー・ローソン
サミーが夢中になる歌手。既婚者。
コーンブレッド
演 - オマー・ベンソン・ミラー
綿花畑で働く大柄な男性。ダンスホールの用心棒として雇われる。
スリース
演 - エモニエ・エリソン
コーンブレッドの妊娠中の妻。
デルタ・スリム
演 - デルロイ・リンドー
ピアノ&ハーモニカ奏者。かつては伝説的なブルース・ミュージシャンだったという。スモーク&スタックとは旧知の仲。
ボー・チョー
演 - ヤオ
中国系アメリカ人。雑貨店を営む店主。
グレース・チョー
演 - リー・ジュン・リー
ボーの妻であり、店舗経営の他に看板塗装業も請け負う。
リサ・チョー
演 - ヘレナ・ヒュー
ボーとグレースの娘。
バート
演 - ピーター・ドレイマニス
KKKの一員。ジョーンの夫。家に逃げ込んできたレミックを匿う。
演じるドレイマニスはカナダのロックバンドJuly Talkのメンバー。
ジョーン
演 - ローラ・カーク
同じくKKKの一員。バートの妻。
ホグウッド
演 - デヴィッド・マルドナルド
クラークスデールの地主。古い製材所をスモーク&スタックに売却する。
チェイトン
演 - ナサニエル・アーカンド
レミックを追うチョクトー族のリーダー。

## 製作
映画史上初のIMAXフィルムとウルトラ・パナビジョン70のアスペクト比を併用して撮影された。そのため、シーンによってウルトラ・パナビジョン70のアスペクト比「2.76:1」とIMAX®フィルムの巨大正方形「1.43:1」の両方のフォーマットとなっている。日本国内でこの本来のフォーマットで観賞できる劇場は、東京の池袋グランドシネマサンシャインと大阪の109シネマズ大阪EXPOCITYの2館のみ。

## 興行収入
週末3日間でオープニング興行収入4,800万ドルを記録し、オリジナル映画としては過去10年間で米国内最大のオープニング成績を記録した。R指定ホラーとしては、『NOPE/ノープ』（2022年）を超えるヒットとなった。
さらに、2週目の週末興収は4500万ドルを超え、すでに全世界での累計興収は459億円を突破した。全米興行収入では2億7700万ドルを記録し、過去15年に公開された実写オリジナル映画としては、『ゼロ・グラビティ』の2億7400万ドルを上回り、『インセプション』の2億9300万ドルに次ぐ二番目のヒットとなった。

## 評価
2025年5月22日時点で、映画批評集積サイトのRotten Tomatoesには361件のレビューがあり、批評家支持率は97%。観客支持率は96%、平均点は5点満点で4.8点となっている。サイト側による批評家の見解の要約は「監督と脚本を兼ねるライアン・クーグラーの初のオリジナル超大作は、見事なビジュアルストーリーテリングとつま先を叩くような音楽の融合で、彼の類まれな想像力の全貌を明らかにしています。」となっている。また、Metacriticには62件のレビューがあり、加重平均値は91/100となっている。
2025年上半期（1月1日から6月30日）公開の映画を対象とする第8回アストラ・ミッドシーズン映画賞では、作品賞、監督賞（ライアン・クーグラー）、主演男優賞（マイケル・B・ジョーダン）、助演男優賞（マイケル・ケイトン）、助演女優賞（ヘイリー・スタインフェルド）、脚本賞の最多6部門を受賞した。